# Allochernes turanicus
Allochernes turanicus är en spindeldjursart som först beskrevs av Vladimir V. Redikorzev 1934.  Allochernes turanicus ingår i släktet Allochernes och familjen blindklokrypare. Inga underarter finns listade i Catalogue of Life.